# Трайтак, Дмитрий Илларионович
Трайтак Дмитрий Илларионович (8 ноября 1927, Новгородковский район, Зиновьевский округ — 27 мая 2005, Москва) — специалист в области методики преподавания биологии, методист-биолог, доктор педагогических наук (1969), профессор (1972), член-корреспондент РАО (1993), академик МАНПО (2001). Автор учебной программы школьного курса биологии (2001, 2003).

## Биография
Родился 8 ноября 1927 года в селе Николаевка (ныне в Кировоградской области).
В 1952 году окончил биологический факультет Криворожского государственного педагогического института по специальности «Естествознание».
Кандидат педагогических наук, кандидатская диссертация на тему «Развитие интереса учащихся к ботанике» (Ленинградский пединститут имени А. И. Герцена, 1959). Доцент (1962, по кафедре ботаники).
Доктор педагогических наук, докторская диссертация на тему «Основы формирования интереса учащихся к учебному предмету ботанике» (Ленинградский пединститут имени А. И. Герцена, 1969). Профессор (1972, по кафедре методики преподавания биологии и основ сельского хозяйства).
Член корреспондент РАО (1993), академик МАНПО (2001).
С 1953 года работал ассистентом, с 1961 года — доцентом кафедры ботаники Криворожского государственного педагогического института.
В 1963—1966 годах — проректор по учебной и научной работе Криворожского государственного педагогического института.
В 1967—1972 годах работал в Крымском педагогическом институте имени М. В. Фрунзе. В 1972 году перешёл на работу в НИИ Школ Министерства просвещения РСФСР.
В 1977—1983 годах заведовал кафедрой методики преподавания биологии Московского государственного областного университета имени Н. К. Крупской.
С 1993 года — профессор кафедры методики преподавания географии и экологии Московского государственного областного университета (МГОУ).
Умер 27 мая 2005 года в Москве, где похоронен на Бутовском кладбище.

## Научная деятельность
Специалист в области методики преподавания биологии и экологии, последователь и ученик учёного-методиста Н. М. Верзилина.
Уделял большое внимание исследованию центральной проблемы методики — совершенствованию содержания школьного биологического образования и изучению вопроса о практической направленности при обучении биологии.
Исследовал формирование и развитие познавательного интереса учащихся к учебному предмету.
Одним из первых изучил влияние факторов внутришкольной среды на ход учебного процесса и разработал методику составления экологического паспорта школы.
Принимал активное участие в разработке и обсуждении государственных образовательных стандартов общего биологического образования.
Создал ведущую в России научную школу в области методики обучения биологии.
Под его руководством защищено около 40 кандидатских и докторских диссертаций.
По его инициативе были организованы и проведены многочисленные научно-практические конференции и семинары по проблемам методики преподавания биологии и экологии, а также всесоюзные олимпиады школьников по биологии.
Многие годы являлся членом Совета по экологическому образованию РАО, выполнял функции председателя Совета по биологическому образованию РАО, членом бюро отделения общего среднего образования РАО, председателем диссертационного совета при МГОУ, членом диссертационного совета педагогического университета имени А. И. Герцена, экспертом ВАК России, председателем секции природоведения федерального экспертного совета Министерства образования России, главным редактором серии книг по проблемам школьного учебника.
Составил авторскую учебную программу школьного курса биологии (2001, 2003), которая получила поддержку и признание в России и Беларуси. Кроме научно-педагогической вёл активную общественную и просветительскую работу многие годы являясь лектором и членом правления областных организаций всесоюзного общества «Знание».
Регулярно выступал с лекциями перед учителями и методистами по различным темам методики преподавания биологии.
Автор более 200 работ по методике преподавания биологии, экологии и сельскохозяйственного труда.
Член Всесоюзного ботанического общества с 1957 года.

## Награды
- Бронзовая медаль ВДНХ (1962) — за успехи в народном хозяйстве СССР;
- Медаль К. Д. Ушинского (1977);
- Медаль Н. К. Крупской (1989);
- Медаль «Ветеран труда» (1989);
- Знак «Отличник просвещения СССР».